# 100-я пехотная дивизия (США)
100-я дивизия (ранее 100-я пехотная дивизия, англ. 100th Training Division) — пехотная дивизия Армии Соединённых Штатов со штаб-квартирой в Форт-Ноксе, штат Кентукки. В настоящее время является основным учебным подразделением Резерва Армии Соединённых Штатов.
На протяжении своей долгой истории, дивизия играла разные роли. До 1950-х годов она была 100-й пехотной дивизией, затем ненадолго стала 100-й воздушно-десантной дивизией, и, наконец, 100-й дивизией (учебной). После этих трансформаций дивизия, прежде всего, занимается подготовкой кадров для других армейских частей.
Созданная в середине 1918 года, она не смогла принять участия в Первой мировой войне, но она смогла получить известность, как 100-я пехотная дивизия, во Второй мировой войне. Дивизия воевала на Европейском театре военных действий, прошла через Францию и Германию, где и встретила окончание войны. Вторая мировая война стала единственной войной в которой дивизия участвовала до преобразования её в учебную.

## История

### Первая мировая война
100-я дивизия была сформирована 12 июля 1918 года в составе Национальной Армии США. Развернута в октябре того же года в Кэмп Боуи, Техас. В её состав были включены 199-я пехотная бригада (397-й пехотный полк и 398-й пехотный полк) и 200-я пехотная бригада (399-й пехотный полк и 400-й пехотный полк). Численность каждой бригады составляла примерно 8000 солдат.
Дивизия готовилась к передислокации в Европу и присоединению к Американским экспедиционным силам в войне с Центральными державами. Но к тому времени, когда формирование дивизии было завершено, настал День перемирия. В ноябре 1919 года в рамках послевоенного сокращения численности армии США дивизия была демобилизована.
Два года спустя, в июне 1921 года, дивизия была воссоздана со штабом в Уилинге, Западная Виргиния. 29 мая 1923 года дивизия получила нарукавный знак. В 1924 году дивизия была передислоцирована в Хантингтон, Западная Виргиния, а в 1937 году — в Чарлстон, Западная Виргиния.
В 1940 году штабы 199-й и 200-й пехотных бригад, а также 400-й пехотный полк были расформированы. 397-й, 398-й и 399-й пехотные полки были подчинены штабу дивизии напрямую.

### Вторая мировая война

#### Мобилизация
100-я пехотная дивизия была заново развернута по полному штату 15 ноября 1942 года в Форт-Джексоне, Южная Каролина. Состав дивизии пополнили солдаты из 76-й пехотной дивизии. Офицерами были в основном служащие 100-й дивизии, с привлечёнными резервистами. Командир 100-й пехотной дивизии, генерал-майор Уитерс А. Бёрресс, был одним из одиннадцати генералов, командовавших своими подразделениями на протяжении всей войны.
С конца 1943 по начало 1944 года дивизия проводила подготовку в горах Теннесси и впоследствии была отправлена в Форт-Брэгг, штат Северная Каролина, для дальнейшего обучения. Именно в Форт-Брэгге техник-сержант Уолтер Л. Булл первым заработал Знак пехотинца-эксперта.
В дивизию вошли 397-й, 398-й и 399-й пехотные полки, а также 374-й, 375-й, 925-й артиллерийские дивизионы и 373-й артиллерийский дивизион артиллерийской поддержки. Кроме них, в состав дивизии были включены — 325-й инженерный батальон, 325-й медицинский батальон, 100-й взвод военной полиции, 100-я комендантская рота, 800-я рота обслуживания лёгкой техники, 100-й разведывательный механизированный отряд и 100-я сигнальная рота.
Дивизия отправилась в Европу 6 октября того же года. Подразделение прибыло в Марсель 20 октября. 100-я пехотная дивизия вошла в 6-й корпус 7-й армии 6-й группы армий Соединённых Штатов.

#### Европейский театр
Как только дивизия была подготовлена к бою, она начала выдвигаться в район Мёрт и Мозель и её первые части вступили в бой на подступах к Сен-Реми в Вогезах 1 ноября 1944 года. Подразделение облегчило положение 45-й пехотной дивизии в Баккаре 5 ноября и полностью взяло сектор под свой контроль 9 ноября. Атака немцев была сорвана 12 ноября и дивизия отправилась штурмовать немецкую Зимнюю линию в Вогезах. 100-я пехотная дивизия взяла Бертришам, пронзила немецкую линию обороны и захватила Раон-л'Этап и Муайенмутье между 16 и 26 ноября. Позже, в ноябре, дивизия передислоцировалась в регион Вогезы, где часть её подразделений помогла в удержании плацдарма на дороге Кол де Саверн, а основная часть дивизии отправилась в резерв. 27 ноября 1944 года дивизия была передана 15-у корпусу Армии США и отправлена в регион Мозель.
В декабре 1944 года, дивизия перешла в наступление в районе Бича и заняла близлежащие районы Винген и Лемберг после ожесточённых боев 6-10 декабря. Затем подошла к Реерсвийеру, который пал после борьбы 11-13 декабря. Форт Щиссек, основное защитное сооружение в регионе, капитулировал после тяжёлого штурма 20 декабря. Дивизии было приказано остановить наступление и держать оборону к югу от Бича вместе с частями 7-й армии во время Арденнской операции. Благодаря своей крепкой обороне, солдаты 100-й пехотной дивизии позже стали известны как «Сыны Бича». Немецкие контратаки 1-го и 8-10 января 1945 были отбиты после тяжёлых боев в Биче. После дальнейших атак немцы стали отступать, район был очищен и дивизия готовилась возобновить наступление на восток.
15 марта 1945 года началась атака, которая закончилась 16 марта взятием Бича 100-й пехотной дивизией. 22 марта 1945 года дивизия была передана 21-у корпусу. Взяв Нойштадт и Людвигсхафен-на-Рейне, дивизия достигла реки Рейн 24 марта. 25 марта 1945 года часть была возвращена в 6-й корпус. 31 марта 1945 года 100-я пехотная дивизия пересекла Рейн и двинулась на юг, вслед за 10-й танковой дивизией и затем на восток, через реку Неккар, захватывая и расширяя плацдарм с 4 по 11 апреля. Хайльбронн был взят 12 апреля, после девяти дней городских боев, и, дивизия возобновила быстрое преследование противника, достигнув Штутгарта 21 апреля. 100-я пехотная дивизия была занята зачисткой вдоль Неккара, к юго-востоку от Штутгарта, когда, 23 апреля, она была убрана из 6-го корпуса и придана непосредственно 7-й армии Соединённых Штатов. Затем, дивизия была в первую очередь назначена для патрулирования в восточном секторе Штутгарте. После прихода дивизии в Гёппинген, 30 апреля, она занимается оккупационными обязанностями, где и встречает День Победы.
Всего в военных действиях дивизия провела 163 дня. В течение этого времени, потери составили 12215 человек, включая 933 убитых, 3667 раненых, 589 человек пропали без вести, 1 человек попал в плен, а также 7425 человек не боевые потери. Дивизия взяла в плен 13351 немцев. Трое военнослужащих дивизии были награждены Медалью Почёта, семеро — крестом «За выдающиеся заслуги», пятеро — орденом «Легион почёта», а также 492 человека — медалью Серебряная звезда, 23 — Солдатской медалью, 5156 — медалью Бронзовая звезда и 90 — Воздушной медалью. Само подразделение было награждено тремя наградными шнурами на знамя дивизии за участие в войне.
100-я пехотная дивизия возвратилась в Соединённые Штаты через порт Хэмптон-Роудс 10 января 1946 и была освобождена от несения действительной военной службы в Кэмпе Патрик Генри, Виргиния в этот же день. Подразделение начало процесс демобилизации личного состава, который был завершён 26 января.

### Холодная война
Осенью 1946 года, дивизия была вновь создана в Резерве Армии США как 100-я воздушно-десантная дивизия в Луисвилле, штат Кентукки. Это существование в качестве одной из нескольких воздушно-десантных дивизий в армии США было кратким — в 1952 году подразделение было вновь переименовано в 100-ю пехотную дивизию. В 1955 году дивизия вновь меняет своё наименование — теперь она называется 100-я дивизия (учебная запаса). В 1959 году дивизия получает нынешнее наименование — 100-я дивизия (учебная). Её миссией является повышение квалификации и преподавание основных, а также передовых навыков обучения солдат действующей армии, резервистов и членов Национальной гвардии.
В 1961 году около 1500 солдат из 100-й дивизии были посланы в Форт Чаффи, Арканзас, для обеспечения поддержки во время Берлинского кризиса 1961 года. За это время в дивизии успешно прошли обучение около 32000 солдат. Солдаты были возвращены в запас в августе 1962 года. В 1968 году дивизия получила свою эмблему.
В соответствии с Планом по реорганизации армейских дивизий, с 1968 года дивизия состоит не из полков, а из бригад. 199-я пехотная бригада стала отдельной, а новые бригады дивизии были сформированы из подразделений, находившихся в её составе во время Второй мировой войны. Штабные подразделения были переименованы в 1-ю бригаду, ответственную за базовую подготовку танковой школы, 928-й батальон полевой артиллерии стал 2-й бригадой, ответственной за обучение солдат работе с механизированной техникой, 325-й инженерный батальон стал 3-й бригадой, ответственной за боевое обучение, а 800-й артиллерийский батальон стал 4-й бригадой, ответственной за подготовку к несению боевой службы.
В 1978 году 100-я дивизия стала первым армейским резервным формированием, оснащённым собственными подразделениями танков «Абрамс». С получением боевых машин пехоты М3 «Брэдли» профиль подготовки в подразделении изменился от индивидуальной боевой подготовки танкистов до обучения на боевых разведывательных машинах. К 1986 году это было самое большое резервное подразделение в штате Кентукки, 58 % резервистов которого поступили в действующие войска.

### Война в Персидском заливе и за его пределами
С началом операции «Буря в пустыне» в 1991 году, 100-я дивизия осуществляла бронетанковую подготовку солдат в Форт-Ноксе, штат Кентукки для развертывания бронетанковых подразделений. Эта подготовка осуществлялась подразделением и после войны.
В 1995 году подразделение было реорганизовано, с целью включения в него школ Армии Резерва. В 1996 1-я бригада 100-й дивизии работала с группой по боевой готовности Форт-Нокса, с целью проведения национального учебного эксперимента по включению резервистов в экипажи и взводы. Позже в этом же году, в дивизию были добавлены три дополнительные бригады: 5-я бригада, 100-й дивизии в Мемфисе, Теннесси для обучения медицине, 6-я бригада, 100-й дивизии в Луисвилле, Кентукки для профессиональной подготовки в целях развития и 7-я бригада, 100-й дивизии в Форт-Ноксе, сформированная из 100-й учебной команды и ответственная за учебные манёвры. 5-я бригада переехала в Миллингтон, Теннесси в 1997 году. 7-я бригада расформирована в 2000 году. 8-я бригада, 100-й дивизии создана как подразделение, занимающееся обучением офицеров запаса.
В течение 1997 года дивизия работала над реформированием учебной базы в Форт-Ноксе, был организован шестинедельный лагерь подготовки офицеров запаса. Лагерь осуществляет свою деятельность каждое лето. К 2000 году 100-я дивизия взяла на себя полную ответственность за управление лагерем. В этом же году многие танки Абрамс были утилизированы в рамках сокращения военных расходов.
После терактов 11 сентября, 100-я дивизия начала работу по подготовке подразделений Национальной гвардии из штата Огайо и Кентукки с целью их развертывания для войны с терроризмом.
К 2006 году дивизия перенесла свою штаб-квартиру из Луисвилла в Форт-Нокс, к учебным подразделениям. В соответствии с программой реформирования Резервной Армии, 100-я дивизия была реструктуризована. Были расформированы все, кроме четырёх бригад. Дивизия сместила акценты от начальной военной к подготовке по военно-учётным специальностям и унтер-офицерскому обучению. Новая 100-я дивизия (оперативной поддержки) учит солдат из военной разведки, войск связи, гражданских дел / психологических операций и медицинских услуг.

## Награды
Во время Второй мировой войны большое количество военнослужащих дивизии было отмечено различными наградами.

## Память
Шоссе Кросс Айленд Парквэй в Куинсе, Нью-Йорк в 2005 году было переименовано в «Дорогу 100-й пехотной дивизии» в чёсть 2300 солдат из Нью-Йорка, которые служили в дивизии во время войны. Трое из этих солдат награждены Медалью Почёта.